# 博蘭斯
博蘭斯（Bolands）是加勒比海島國安提瓜和巴布達的安提瓜島聖瑪麗區的一個城鎮，也是該區的首府，位於該島西南海岸，2012年人口2,154人。博蘭斯是舉世聞名喬利港度假村以及喬利港小艇船塢的所在地。